# アミロライド
アミロライド（英:amiloride）とはカリウム保持性利尿薬のひとつ。ピラジン環とグアニジン構造がアミド結合で結びついた構造を持つ。CAS登録番号は [2016-88-8]。
アミロライドは腎上皮ナトリウムイオンチャネルを阻害することにより利尿作用を示す。このため、水溶液を舌に作用させると塩味が感じられなくなるという性質を持つ（その他に酸味も抑制される）。
2015年現在、日本では認可されていない。